# اپسیلون هرکول
اپسیلون هرکول یک ستاره است که در صورت فلکی زانوزده قرار دارد.